# 私たちのハァハァ
『私たちのハァハァ』（わたしたちのハァハァ）は、2015年9月12日に公開された日本の青春映画。
松居大悟が監督を務め、井上苑子、大関れいか、真山朔、三浦透子が主演を務めている。

## あらすじ
福岡県北九州市に暮らす高校3年生の一ノ瀬（井上苑子）、さっつん（大関れいか) 、チエ（真山朔）、文子（三浦透子）は、クリープハイプのライブを見るため、自転車に乗って東京都を目指す。広島県広島市の公園で野宿して一晩を明かすが、翌日、自転車のタイヤがパンクしてしまう。彼女たちは自転車を捨てて、ヒッチハイクで旅を続ける。
兵庫県神戸市に着いたところで、彼女たちの所持金が底を突く。旅行費を稼ぐために一ノ瀬とチエがキャバクラで働くが、その給料をクラブで使い尽くしてしまう。クリープハイプに対する思い入れの強さの違いから、チエと文子が口論を始める。4人のあいだに亀裂が入り、気持ちが離れ離れになる。
一ノ瀬のアルバイト代が振り込まれたため、彼女たちは高速バスに乗る。道中、LINEで言葉を交わし、4人は仲直りする。やがて高速バスは東京駅に到着する。彼女たちは走って渋谷へ向かう。
ライブ会場のNHKホールに着き、急いで場内に入った彼女たちは、クリープハイプのライブがアンコールを迎えている中、誤ってステージに上がってしまう。
ライブ会場をあとにした彼女たちは、両親から交通費を送金してもらい、それぞれの帰路につくのであった。

## キャスト
- 井上苑子 - 一ノ瀬
- 大関れいか - さっつん
- 真山朔 - チエ
- 三浦透子 - 文子
- クリープハイプ
- 武田杏香
- 中村映里子
- 池松壮亮
- satellite blue metro
- 佐藤太一郎
- 茜チーフ
- 池浦さだ夢
- 土佐和成
- 中村まこと

## スタッフ
- 監督・編集：松居大悟
- 脚本：舘そらみ、松居大悟
- 音楽：クリープハイプ
- 撮影：塩谷大樹
- 照明：西田まさちお
- 録音・整音：戸村貴臣
- 企画：直井卓俊
- プロデューサー：高根順次、林武志
- 制作プロダクション：CONNECTS LLC
- 製作委員会メンバー：スペースシャワーネットワーク、SPOTTED PRODUCTIONS、ユニバーサルミュージック、エイベックス・ピクチャーズ
- 配給：SPOTTED PRODUCTIONS

## 評価
須永貴子は「演者も、キャラクターも、荒削りだから輝いている」と指摘し、本作を「現実と映画が幸福に融合した、青春映画のマスターピース」と評した。中山治美は、「大人のしたたかさと少女の無邪気さの混在」が描かれている点を評価し、本作に5点満点の3点を与えた。マーク・シリングは、「松居大悟は主人公たちの愚かさをからかうのではなく賛美している」と述べて、本作に5点満点の3点を与えた。
ゆうばり国際ファンタスティック映画祭2015にて、ゆうばりファンタランド賞とスカパー!映画チャンネル賞を受賞した。第7回TAMA映画賞にて、松居大悟が最優秀新進監督賞を受賞した。第25回日本映画プロフェッショナル大賞では、第9位に選ばれた。